# Vladimir Gorin
Vladimir Viktorovič Gorin (in russo Владимир Викторович Горин?; Čerepovec, 13 marzo 1961) è un ex cestista russo, fino al 1991 sovietico.

## Carriera
Con la Squadra Unificata ha disputato i Giochi olimpici di Barcellona 1992 e con la Russia i Campionati europei del 1993.

## Palmarès
- Campionato sovietico: 1

CSKA Mosca: 1987-88